# Anton Rosen (Heimatforscher)
Anton Rosen (* 25. April 1892 in Naklo, Kreis Tarnowitz, Oberschlesien; † 10. Juni 1979 in Ibbenbüren) war ein deutscher Lehrer und Heimatforscher. Er verfasste wesentliche Bücher zur Heimatgeschichte der Stadt Ibbenbüren.

## Leben

### Ausbildung und Lehrertätigkeit
Anton Rosen kam als neuntes von 14 Kindern eines Steigers zur Welt. Nach dem Abschluss der Volksschule wollte er selbst Volksschullehrer werden. Zu diesem Zweck besuchte er drei Jahre lang die Präparandenanstalt und das Königliche Lehrerseminar in Tarnowitz unweit seines Geburtsortes Naklo, der später in die Bergstadt eingemeindet wurde. Als Soldat im Ersten Weltkrieg wurde er schwer verwundet.
Weil seinerzeit ein Lehrerüberschuss herrschte, verließ er nach der ersten Lehrerprüfung seine oberschlesische Heimat und trat im westfälischen Regierungsbezirk Münster in den Volksschuldienst ein. Dort arbeitete er an seiner Weiterbildung und einem beruflichen Aufstieg. 1921 legte er in Münster das Abitur ab und studierte anschließend an der dortigen Westfälischen Wilhelms-Universität die Fächer Philosophie, Mathematik und Erdkunde, um sich für den höheren Schuldienst zu qualifizieren.
Im Mai 1927 kam Anton Rosen nach Ibbenbüren, wo er 1941 zum Oberschullehrer an der Rektoratsschule ernannt wurde. Es war wesentlich ihm zu verdanken, dass diese Schule nach den Zerstörungen durch den Zweiten Weltkrieg bereits 1946 wieder ihren Lehrbetrieb aufnehmen konnte, wenn auch zunächst lediglich mit drei Lehrkräften und fast ohne Inventar. Aus der Rektoratsschule entwickelte sich in den folgenden Jahren das Amtsgymnasium (später Goethe-Gymnasium), was mit sich brachte, dass Rosen 1957 zum Studienrat an dieser neuen Schule befördert wurde. Im Jahr 1958 trat er nach insgesamt 46 Jahren im Schuldienst in den Ruhestand, unterrichtete aber weiterhin bis als über 70-Jähriger noch aushilfsweise am Gymnasium.

### Leistungen als Heimatforscher
Anton Rosen fand in Ibbenbüren nicht nur eine zweite Heimat, sondern hat die Geschichte der Bergbaustadt in jahrzehntelanger Arbeit intensiv untersucht und in zahlreichen Publikationen aufgearbeitet. Zwar hatten vor ihm bereits Anton Führer, Hubert Rickelmann und insbesondere Rudolf Dolle wichtige Veröffentlichungen zu einzelnen Aspekten der Ibbenbürener Geschichte vorgelegt, doch erst Rosen gelang eine Gesamtschau der Stadtentwicklung. Seine beiden umfangreichen Bücher Ibbenbüren. Einst und jetzt (1952) und Ibbenbüren von der Vorzeit bis zur Gegenwart (1969) sind in dieser Hinsicht Standardwerke zur Ortsgeschichte. Zum 100-jährigen Bestehen des Amtsgymnasiums 1959 bearbeitete Rosen die Festschrift. Er griff in seinen Untersuchungen aber auch über die engere Stadtgeschichte hinaus, etwa für sein Buch Kirche und Kirchspiel im Tecklenburger Land (1954). Rosen schrieb zudem zahlreiche, vornehmlich ebenfalls heimatkundliche Beiträge für die Ibbenbürener Volkszeitung, in deren Verlag, der Ibbenbürener Vereinsdruckerei (IVD), er auch drei seiner Bücher herausbrachte. Weitere Aufsätze verfasste er für eine Reihe von Sammelwerken. Seine Arbeiten waren eine wichtige Grundlage für das spätere Buch von Friedrich Ernst Hunsche über Ibbenbüren.
Doch Anton Rosen wollte die Heimatgeschichte nicht nur auf dem Papier wieder zum Leben erwecken, sondern sie auch dem direkten Anschauen und Erleben zugänglich machen. So betätigte er sich als Kustos des Heimatmuseums Ibbenbüren, das 1944 durch Bomben zerstört wurde. Nach dem Krieg setzte sich Rosen intensiv für die Wiedererrichtung dieser Institution ein. Als 1965 der Kunst- und Museumsverein zu Ibbenbüren gegründet wurde, übernahm Anton Rosen das Amt des stellvertretenden Vorsitzenden. Neben der Förderung der bildenden Künste und der Erhaltung der heimatlichen Kulturgüter verfolgte der Verein – wie sein Name schon sagt – ebenfalls das Ziel, ein neues Museum zu etablieren. Doch erst im Jahr 2008 wurde diese Idee Wirklichkeit und im Haus Herold ein Stadtmuseum eingerichtet. Zuvor hatte allerdings auch der Verein zur Heimat- und Brauchtumspflege Ibbenbüren auf dem Gelände des Freizeithofs Bögel-Windmeyer 1992 ein Backhaus und 1996/97 ein Heimathaus mit Ausstellungsräumen errichtet.

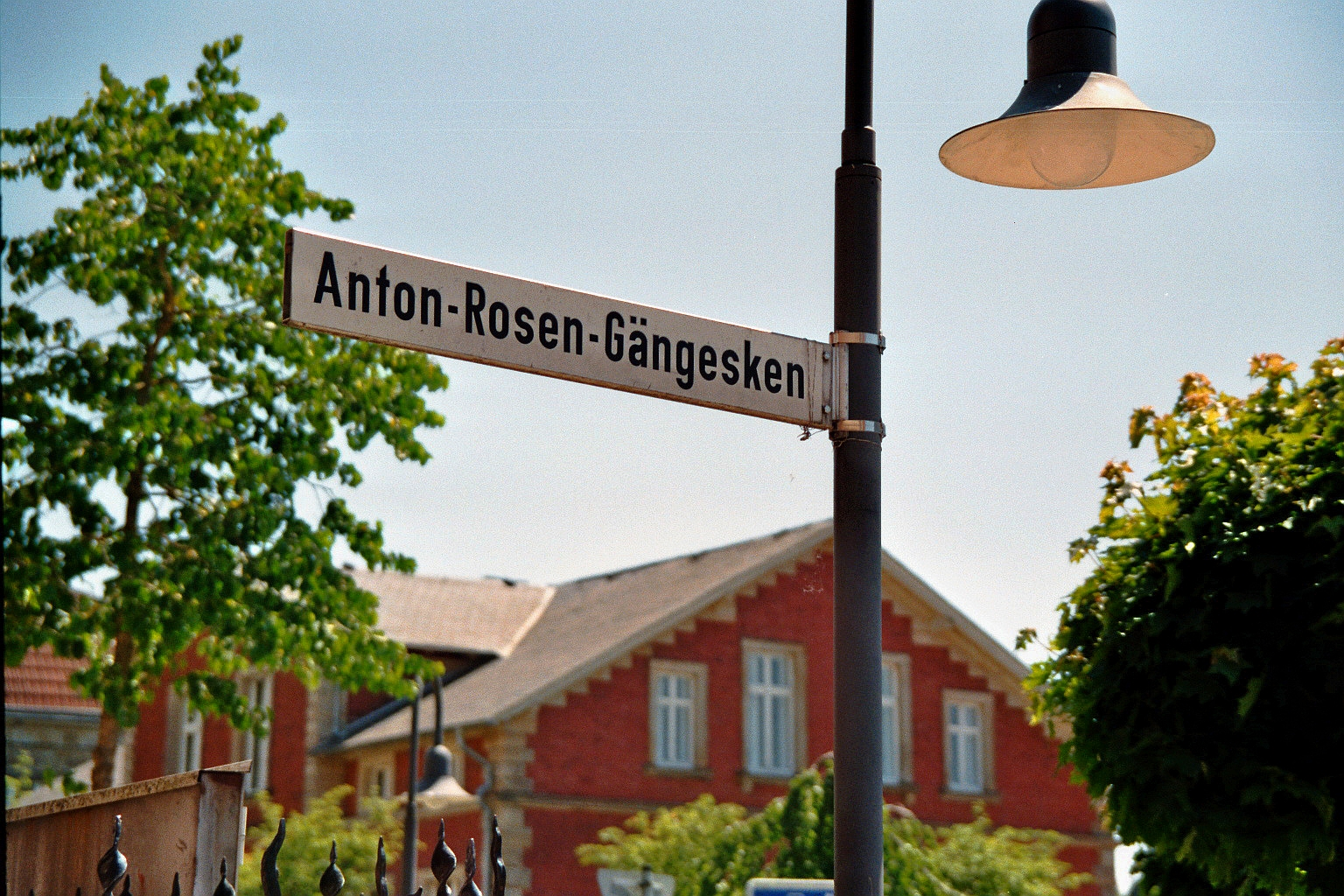
Das Anton-Rosen-Gängesken in der Ibbenbürener Innenstadt

### Würdigungen
Die Leistungen Rosens als Heimatforscher und sein Einsatz für die Stadt Ibbenbüren sind mehrfach gewürdigt worden. 1968 wurde er mit dem Bundesverdienstkreuz am Bande ausgezeichnet. Die Stadt Ibbenbüren ehrte ihn, indem sie das Anton-Rosen-Gängesken nach ihm benannte.
Anton Rosen starb am 10. Juni 1979 im Alter von 87 Jahren. Er wurde auf dem Ibbenbürener Zentralfriedhof bestattet. Sein aus 207 Akten bestehender heimatgeschichtlicher Nachlass befindet sich im Stadtarchiv Ibbenbüren, an dessen Ausbau er ebenfalls mitgewirkt hatte.

## Schriften
- Familie Brockschmidt, im Bann des Armenius. Ibbenbüren 1960
- Ibbenbüren. Einst und jetzt. Ibbenbüren 1952
- Kirche und Kirchspiel im Tecklenburger Land [im Anhang: Bernhard von Ibbenbüren, erster Fürstbischof von Paderborn], Ibbenbüren 1954
- 100 Jahre höhere Schule im Amt Ibbenbüren. Gymnasium Ibbenbüren 1859–1959, Festschrift, Ibbenbüren 1959
- Gedenkworte zum 100jährigen Geburtstag Reismann-Grone (+1949) am 30. Sept. 1963
- Ibbenbüren von der Vorzeit bis zur Gegenwart. Ibbenbüren 1969